# Gustaf Lilliecrona
Gustaf Lilliecrona, född 10 oktober 1623 på Kiholms gård i Västertälje socken, död 24 april 1687 i Stockholm, var en svensk diplomat, ämbetsman och landshövding.

## Biografi

### Tidiga år
Fadern var hovapotekaren och senare krigskommissarien Casper Kenig, som 1603 kommit till Sverige från Schlesien och 1637 adlats med namnet Lilliecrona. Gustaf Lilliecrona inskrevs 1639 vid Uppsala universitet, och fortsatte sedan sina studier utomlands i bland annat Leiden. Lilliecrona fick sedan tjänst som hovjunkare vid drottning Kristinas hov 1647. Han kvarstannade i drottningens tjänst och kom 1655 att medfölja som kavaljer i hennes svit på resan till Italien. Lilliecrona var närvarade vid Kristinas intåg i Rom och skickade en skriftlig redogörelse om detta till Karl X Gustav.

### Diplomat och landshövding
1657 utsågs han till kommissarie vid förhandlingarna med kosackhövdingen Chmielnicki, och sedan han återvänt till hemlandet erhöll han ytterligare uppdrag i diplomatisk tjänst. Åren 1662–1675 var han svenskt sändebud i Danmark. För sina tjänster befordrades han 1676 till landshövding över Kronobergs län, varifrån han 1679 förflyttades till Stockholms och Uppsala län. 1681 blev han i stället landshövding över Närkes och Värmlands län.

### Senare år
Karl XI lär ha haft stort förtroende för Gustaf Lilliecrona, som synes spelat en icke obetydlig roll vid reduktionen och enväldets genomförande. Vid slutet av 1682 års riksdag uppdrog kungen åt honom att fungera som lantmarskalk under ordinarie lantmarskalken Fabian Wredes sjukdom. 1686 utsågs han till kansler vid Lunds universitet. Dessförinnan hade han 1685 utnämnts till kungligt råd och president i Kammarkollegium, Kommerskollegium och Statskontoret, men försökte vid den här tiden dra sig undan på grund av alltmer vacklande hälsa.

## Familj
Gustaf Lilliecrona dog ogift och slöt därmed sin ätt. Han är begravd i Lillecronska gravkoret i Södertälje kyrka.